# Кришталевий жайвір
«Кришталевий жайвір» — міжнародний фестиваль-конкурс дитячого та юнацького пісенного мистецтва, який проводиться в м. Тернопіль, починаючи з 1999 року.

## Засновники
Засновник фестивалю-конкурсу — Тернопільська міська рада, співорганізатор — Тернопільська обласна державна адміністрація.
У 2007 році Міністерство культури та туризму України надало фестивалю-конкурсу офіційний статус «Міжнародний».

## Історія
Фестиваль-конкурс створений у 1999 році, проводиться в Тернополі щорічно у вересні протягом 5-6 днів і складається з півфіналу та фіналу (попередній відбір — за представленими CD-дисками).
Учасниками заходу були виконавці з Білорусі, Болгарії, Грузії, Замбії, Індії, Китаю, Молдови, Нігерії, Польщі, Ямайки та інших країн.
До складу журі входять професійні викладачі, відомі вокалісти, заслужені та народні артисти України, які надають консультації учасникам фестивалю. В період проведення конкурсу юні виконавці мають можливість взяти участь у майстер-класах і отримати кваліфіковані відповіді на свої запитання.

## Номінації
Конкурс проводиться у двох номінаціях за віковими категоріями:
- Соло-вокал:
  - 1 категорія  від 6 до 9 років включно
  - 2 категорія  від 10 до 12 років включно
  - 3 категорія  від 13 до 15 років включно
  - 4 категорія  від 16 до 21 року включно
- Дуети, тріо та квартети:
  - 1 категорія  від 10 до 14 років включно
  - 2 категорія  від 15 до 21 років включно

## Досягнення фестивалю
- Володарка Гран-прі 2000 року Оксана Грицай на сьогодні —  відома українська співачка Міка Ньютон;
- Володарка Першої премії 2007 року Наталя Краснянська у тому ж 2007 році отримала Гран-прі професійного Міжнародного конкурсу «Слов'янський базар» (м. Вітебськ, Білорусь);
- Володар Гран-прі 2005 року Станіслав Гунчак — переможець багатьох престижних професійних конкурсів, які проводяться в Росії, Франції, Італії та в інших державах, наймолодший Заслужений артист України;
- Володарка Другої премії 2003 року Євгенія Дубова — учасниця I Міжнародного конкурсу «Нова хвиля» в м. Юрмала[3].